# Axel Mollstadius
Axel Mollstadius, född 4 november 1889 i Trelleborg, död 5 januari 1969 i Mjölby (gravsatt på Östra begravningsplatsen i Kristianstad), var en svensk officer och person- och militärhistoriker. Han var son till regementspastorn och läroverksadjunkten i Kristianstad Carl Mollstadius och Carolina Svensson.
Efter studentexamen i Kristianstad blev han 1910 underlöjtnant vid Norrlands artilleriregemente, kapten 1925 med transport 1928 till Smålands arméartilleriregemente.  Han blev major där 1935 och överstelöjtnant 1938. 1946 övergick han till reservstat och tjänstgjorde fram till 1955 som regementets domän- och kasernofficer.
Mollstadius var en aktiv militärhistoriker med forskning framför allt med inriktning på Jönköpings stad, dess släkter samt militära förhållanden och personhistoria. En stor insats gjorde han genom sin över 700-sidiga undersökning i åtta delar om Jönköpings fältartolleries historia 1641–1700. Hans omfattande arkiv och registreringar återfinns idag i Huskvarna hembygdsförenings ägo. År 1952 blev han ledamot av Kungl. Krigsvetenskapsakademien.